# 7.5 cm KwK 42

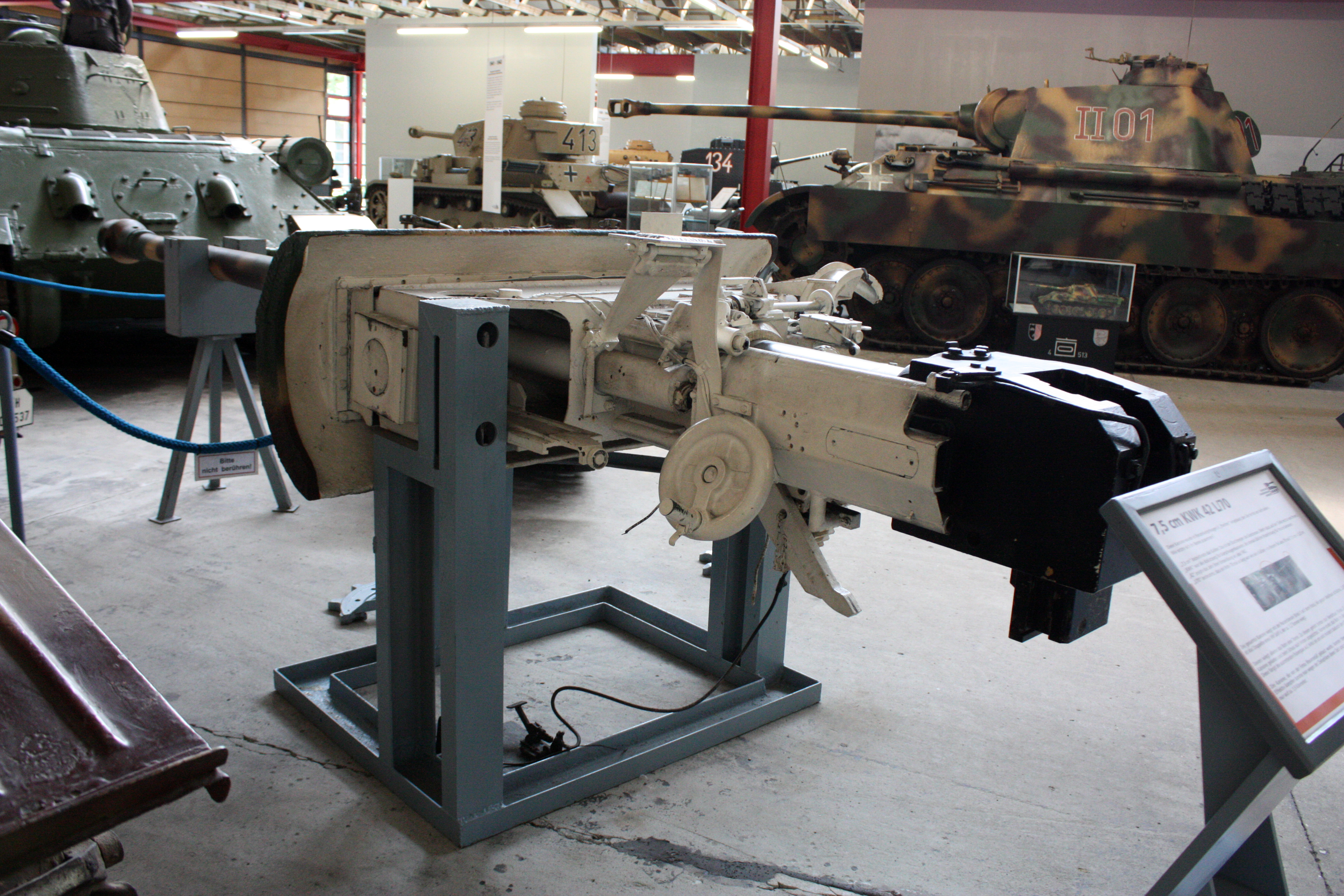
V号戦車パンターの砲架に装備された状態の7.5cm KwK 42

7.5cm KwK 42（独：7.5 cm Kampfwagenkanone 42）は第二次世界大戦中にドイツのラインメタル・ボルジヒ社 （Rheinmetall-Borsig AG）によって開発された戦車砲である。
派生型としてパンターF型の備砲として採用される予定であった7.5cm KwK 44と、自動装填装置を組み合わせた自動式速射砲とした7.5cm KwK 44/2が存在する。

## 概要
VK30.02（後のパンター）用として1941年に発注されていた60口径砲が前身で、1942年に実施された射撃試験では射距離1,400mで30度の傾斜を備えた100mm厚の装甲板を貫徹できることが実証されていた。これを元に、貫通力の強化のために70口径に延長して誕生したのが本砲である。
本砲はV号戦車パンター（Sd.Kfz.171）やその指揮戦車型（Sd.Kfz.267 & Sd.Kfz.268）に搭載された。また、ティーガーH2型としてティーガーI（Sd.Kfz.181）の101号車以降に搭載する計画も存在した。
IV号戦車/70(V)および(A)（Sd.Kfz.162/1）に搭載されたものは対戦車砲としての制式名が与えられており、7.5cm PaK 42（独：7.5cm Panzerabwehrkanone 42）の名称で制式化されている。IV号駆逐戦車の他、E-25駆逐戦車型や駆逐戦車38D ヘッツァー（Sd.Kfz.138/2）への搭載も計画されていた。1942年にヘラー社が試作した7.5cm PaK 40/42からはマズルブレーキを省略した物が採用された。
これらの砲の最大の特徴は、高い砲口初速による大きな貫徹力であり、装甲貫徹力はティーガーIの8.8cm KwK 36に勝っていた。1943年7月のクルスクの戦いで本砲を搭載したパンターが実戦投入された際には、敵の野戦砲や戦車砲のどれよりも高い装甲貫徹力を発揮、使用する戦車兵にも高く評価された。
7.5 cm KwK 42は撃針ではなく、電気式雷管で発砲された。同時期のドイツの戦車砲や対戦車砲と同様、楔型尾栓は射撃後に空薬莢を排出した後は開いたままとなり、新たな砲弾を装填すると自動的に閉鎖する。この際、装填手は指を挟まれないように握り拳で砲弾を押し込むように教育されていた。

## 性能
| 装甲貫徹力            | 装甲貫徹力 | 装甲貫徹力 | 装甲貫徹力 | 装甲貫徹力 | 装甲貫徹力 | 装甲貫徹力 | 装甲貫徹力 | 装甲貫徹力 | 装甲貫徹力 | 装甲貫徹力 |
| 比較対象              | 砲弾       | 砲弾       | 砲弾       | 砲弾       | 角度       | 射程       | 射程       | 射程       | 射程       | 射程       |
| --------------------- | ---------- | ---------- | ---------- | ---------- | ---------- | ---------- | ---------- | ---------- | ---------- | ---------- |
| 略称・口径            | 弾薬       | 弾種       | 弾重       | 初速       | 弾着角     | 100m       | 500m       | 1,000m     | 1,500m     | 2,000m     |
| 7.5cm KwK 42 （L/70） | Pzgr.39/42 | APCBC-HE   | 6.80kg     | 925m/s     | 60°        | 138mm      | 124mm      | 111mm      | 99mm       | 89mm       |
| 7.5cm KwK 42 （L/70） | Pzgr.40/42 | APCR       | 4.75kg     | 1,120m/s   | 60°        | 194mm      | 174mm      | 149mm      | 127mm      | 106mm      |
| 8.8cm KwK 36 （L/56） | Pzgr.39    | APCBC-HE   | 10.16kg    | 773m/s     | 60°        | 120mm      | 110mm      | 100mm      | 91mm       | 84mm       |
| 8.8cm KwK 36 （L/56） | PzGr.40    | APCR       | 7.30kg     | 930m/s     | 60°        | 171mm      | 156mm      | 138mm      | 123mm      | 110mm      |

## 派生型
本砲を元にした発展型がドイツ併合下のチェコスロバキアのシュコダ社によって7.5cm KwK 44として開発されている。
KwK 44シリーズはいずれも駐退複座装置を砲の側面から上方もしくは下方へと変更しており、これはパンターF型に搭載が予定されていたものに代表される、前半部を絞ってより小型化しされた、“シュマールトルム(ドイツ語: Schmal Turm：「狭い砲塔」の意)”形状の砲塔（前半部分の内部容積が小さく、側面に駐退復座装置を設置し難い）に適合させるためのものである。